# 浅間造

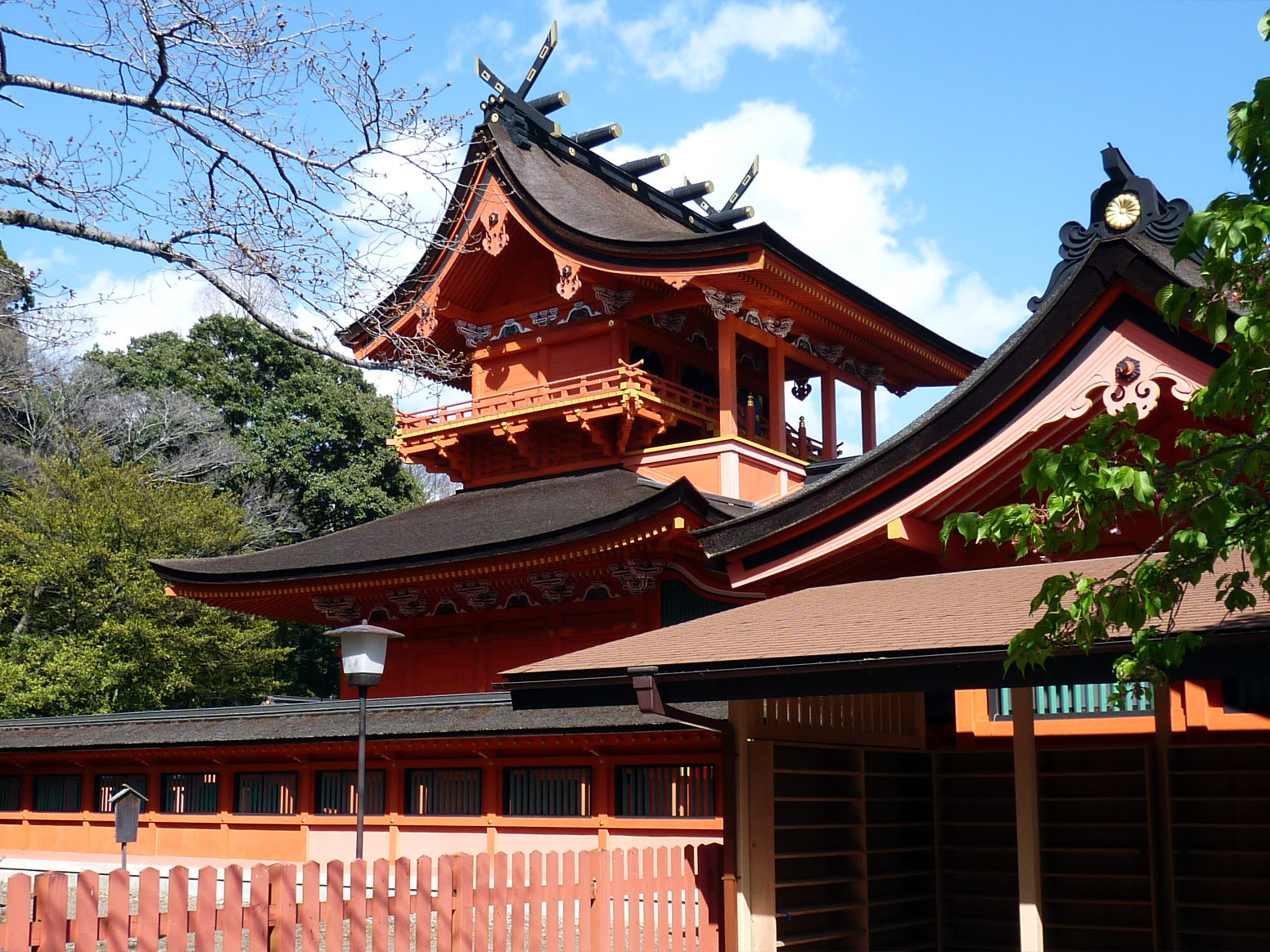
浅間造（富士山本宮浅間大社）

浅間造（せんげんづくり）は、日本における神社建築様式の1つ。

## 概要
富士山本宮浅間大社に代表される浅間造は、社殿の上にさらに別の社殿が載った二階建ての建築様式で、神社建築としては特殊な形式である。
浅間造は、正面五間側面四間の入母屋造または寄棟造の社殿の上に、三間社流造の本殿が建つ、二重の楼閣構造となっている。なお、神座は上層にある。二重構造の拝殿も、同様に浅間造と呼ばれる。
浅間造は、1300社以上ある浅間神社の中で、以下の4社にのみみられるとされる。
- 富士山本宮浅間大社 - 本殿が浅間造。
- 静岡浅間神社 - 拝殿が浅間造。
- 多摩川浅間神社 - 本殿が浅間造。
- 浅間神社 (横浜市西区) - 本殿が浅間造。

なお、富士山本宮浅間大社の浅間造は、建立を行った徳川家康の「富士山が正面にみえる位置でお供えをしたい」という意向を踏まえたものとされる。